# Волкова, Галина Юрьевна
Гали́на Ю́рьевна Волкова (род. 19 октября 1963 года в г. Нальчик) — дизайнер, российская социальная предпринимательница, основательница и генеральный директор компании «Ортомода», специализирующейся на производстве ортопедической обуви и одежды для людей с ограниченными возможностями.

## Биография
Галина Юрьевна Волкова родилась 19 октября 1963 года в городе Шахты. Высшее образование получила в Институте сферы обслуживания и предпринимательства (филиал) ДГТУ г. Шахты по специальности «Конструирование изделий из кожи», окончив которую вместе с отцом переехала в Нальчик. Уже через год она заняла должность ведущего модельера Дома моды. В 90-х годах открыла собственную фирму по производству обуви «Альянс», начальный капитал которой составлял 50 тыс. рублей.
Затем уехала в Москву, где поступила в аспирантуру и стала руководителем лаборатории в Академии лёгкой промышленности. Ещё будучи студенткой, высказала предложение о проведении первого в России дизайнерского конкурса обуви, который прошёл на базе Мосшуза. Ещё с детства Галина Волкова увлекалась танцами, что подтолкнуло её к созданию диссертации по танцевальной обуви с элементами ортопедии. Вскоре Волкова устроилась на Московскую ортопедическую фабрику, стала руководителем ателье, работала на Центральном НИИ кожевенной и обувной промышленности.
В 2001 году вместе с МОФ создала компанию «Ортомода». Параллельно со своей профессиональной деятельностью участвовала во всевозможных конкурсах и работала педагогом. В 2002 социальная предпринимательница представила серию ортопедической обуви для инвалидов в Дюссельдорфе. Организационной деятельности способствовал муж Волковой, с которым она познакомилась благодаря работе.
Галина Юрьевна — член Союза дизайнеров Москвы и член жюри первого российского конкурса моды для людей с ограниченными физическими возможностями «Особая мода».
Волкова Галина Юрьевна, кандидат технических наук, доктор экономических наук, эксперт в области реабилитационной индустрии, член ученого совета при Московском государственном университете дизайна и технологии, академик Международной Академии менеджмента, член Союза дизайнеров города Москвы.
Создатель первой в России коллекции школьной формы для детей с ограниченными возможностями.
2015 победительница XVI Московского конкурса «Женщина — директор года».